# Seznam osobností Salcburku

Znak města Salcburku

Toto je seznam osobností spjatých s městem Salcburkem v Rakousku.

## A
- Karl Aberle (1818–1892), lékař
- Rudolf Achleitner (1864–1909), dirigent a skladatel
- Karl Adlmannseder (1902–1981), umělec
- Karl Adrian (1861–1949), folklorista
- Gerhard Amanshauser (1928–2006), spisovatel
- Martin Amerhauser (* 1974), fotbalista
- Irene Andessnerová (* 1954), vizuální umělkyně
- Franz Aschenbrenner (1898–1998), knihkupec, horský vůdce a salcburský originál
- Josef Adam Jan Nepomuk Felix hrabě Arco (1733–1802), biskup královéhradecký, pomocný biskup pasovský, biskup sekavský
- Ruth Aspöcková (* 1947), spisovatelka

## B
- Lída Baarová (1914–2000), česká herečka a milenka Josepha Goebbelse
- Lina Bachová-Bendelová (1854–1920), divadelní herečka a operní zpěvačka (sopranistka)
- Gerd Bacher (1925–2015), novinář a umělecký vedoucí
- Frederick Baker (1965–2020), filmař a mediální vědec
- Muriel Baumeisterová (* 1972), herečka
- Julian Baumgartlinger (* 1988), fotbalista
- Felix Baumgartner (* 1969), extrémní sportovec
- David Behrman (* 1937), americký skladatel, zvukový umělec, učitel hudby a průkopník počítačové hudby
- Herb Berger (* 1969), jazzový hudebník
- Nik Berger (* 1974), hráč plážového volejbalu
- Josef Bergler (1753–1829), malíř, kreslíř a rytec období klasicismu, pedagog, první ředitel Akademie výtvarných umění v Praze
- Carl Heinrich Biber (1681–1749), česko-rakouský houslista a skladatel pozdního baroka, syn H. I. F. Bibera
- Ferdinand von Bleul (1806–1890), podnikatel a okresní správce
- Karl Breymann (1807–1870), lesní vědec a matematik
- Virgil von Helmreichen zu Brunnfeld (1805–1852), badatel a objevitel
- Karl Bundschuh (1871–1935), ředitel školy a poslanec v Horních Rakousích

## C
- Denizcan Cosgun (* 2002), fotbalista
- Susanne Czeplová (* 1959), herečka a kabaretní umělkyně

## D
- Karl Walter Diess (1928–2014), herec
- Karl von Dietl (1813–1885), bavorský generálporučík
- Gaby Dohmová (* 1943), německo-rakouská herečka
- Christian Doppler (1803-1853), matematik a fyzik (Dopplerův jev)
- Bryce Douvier (* 1991), basketbalista
- Hans Draxler (1892–1953), politik (SPÖ)

## E
- Doraja Eberleová (* 1954), politička
- Johann Ignaz Egedacher (1675–1744), jihoněmecký varhanář
- Caspar Einem (* 1948), politik, člen národní rady
- Robert Endres (1892–1964), historik a docent
- Philipp Eng (* 1990), automobilový závodník
- Bernhard Ernst (1961–2012), poradce a manager, sportovní funkcionář a politik

## F
- Bobby Falta (* 1941), německý jazzový kytarista
- Andreas Felber (* 1971), hudební kritik a rozhlasový moderátor
- Benita Ferrerová-Waldnerová (* 1948), evropská komisařka, politička
- Paula Fichtlová (1902–1989), hospodyně Sigmunda Freuda
- Adolph Johannes Fischer (1885–1936), akademický malíř, spisovatel a významný sběratel umění
- Cornelia Fischerová (1954–1977), malířka (Nela)
- Max(imilian) von Frey (1852–1932), fyziolog
- Robert Friedl (* 1963), jazzový saxofonista
- Rueland Frueauf starší (* kolem roku 1445 - 1507), malíř
- Rueland Frueauf mladší (* kolem roku 1470 - 1547), malíř
- Sebastian Fuchsberger (* 1971), pozounista a zpěvák (tenor)
- Herbert Fux (1927–2007), herec

## G
- Ralph Gabriel (* 1971), architekt, kulturní vědec a spisovatel
- Richard Gach (1930–1991), architekt
- Tanja Gaichová (* 1980), chemička
- Karl-Markus Gauß (* 1954), publicista
- Rollo Gebhard (1921–2013), jednoruký námořník, spisovatel a aktivista za práva zvířat
- Matthias Geist (* 1969), superintendent
- Oliver Glasner (* 1974), fotbalista
- Gerrit Glomser (* 1975), cyklista
- Heinz Göbel (1947–2013), malíř a grafik
- Roland Goeschl (1932–2016), umělec a profesor umění
- Thomas Graggaber (* 1981), lyžařský závodník
- David Groß (* 1978), filmař, novinář a aktivista
- Otto von Gruber (1884–1942), geodet a průkopník fotogrammetrie
- Martin Grubinger (* 1983), bubeník a bubeník
- Ingeborg Grünwaldová (* 2001), atletka

## H
- Manuel Haas (* 1996), fotbalista
- Eleonora Habsbursko-Lotrinská (* 1994), modelka a návrhářka šperků, arcivévodkyně z panovnické dynastie
- Ferdinand Zvonimír Habsbursko-Lotrinský (* 1997), automobilový závodník, prvorozený syn následníka trůnu Karla Habsbursko-Lotrinského
- Gloria Habsbursko-Lotrinská (* 1999) rakouská šlechtična, modelka a závodní lyžařka
- Zikmund Václav hrabě Halka-Ledóchowski SJ (1861–1944), římskokatolický duchovní a v letech 1905 až 1931 kanovník olomoucké kapituly
- Sabina Hanková (* 1976), klavíristka a skladatelka
- Albert Hartinger (1946–2020), operní a koncertní zpěvák, dirigent a zakladatel Salcburské Bachovy společnosti
- Virgil Hartinger, tenorista, syn Alberta Hartingera
- Hans Hass (1946–2009), herec, hudebník a vývojář sportovního vybavení
- Stefan Häusl (* 1976), freeride-sportovec
- Günther Heinz (1927–1992), historik umění, kurátor muzea, umělec a univerzitní profesor
- Bodo Hell (* 1943), spisovatel
- Paul Helmreich (1579–1631), teolog a spisovatel, konzulární radní a dvorní kazatel v Salcburku
- Michael Henker (* 1948), německý historik a muzejní specialista
- Reinfried Herbst (* 1978), lyžařský závodník
- Cornelia Herrmannová (* 1977), klavíristka
- Franz Joseph von Herz zu Herzfeld (1681–1739), právník, profesor a soukromý radní v Salcburku
- Christian Hörl (1962–2020), politik (Zelení)
- Uwe Höfferer (* 1965), politik
- Robert Hoffmann (* 1939), herec
- Wilhelm Holzbauer (1930–2019), architekt
- Andreas Horvath (* 1968), fotograf a filmař
- Julia Horvathová (* 1974), herečka
- Herbert Hübel (* 1958), sportovní funkcionář a právník
- Daniel Huber (* 1993), skokan na lyžích
- Fritz Huber (* 1942), spisovatel
- Josef Franz Karl Huber (1925–2000), chemik a univerzitní profesor
- Oswald Huber (* 1942), psycholog a karikaturista
- Sebastian Huber (* 1964), politik, druhý předseda státního parlamentu

## Ch
- Emil von Chertek (1835– 1922), předlitavský politik, v letech 1879–1880 ministr financí Předlitavska
- Johann Baptist Chiari (1817–1854), rakouský porodník a gynekolog (Chiariho–Frommelův syndrom)

## I
- Andreas Ibertsberger (* 1982), fotbalista

## J
- Waldemar Jud (1943–2018), právník a profesor na univerzitě ve Štýrském Hradci

## K
- Johannes Kaltenmarkter (* kolem roku 1450 - 1506), kněz, teolog a právník
- Tobias Kammerlander (* 1986), sportovec severské kombinace
- Helmut F. Kaplan (* 1952), spisovatel, filozof a aktivista za práva zvířat
- Walter Kappacher (* 1938), spisovatel
- Herbert von Karajan (1908–1989), dirigent
- Maximilian Karner (* 1990), fotbalista
- Roman Kienast (* 1984), fotbalista
- Angelika Kirchschlagerová (* 1965), operní zpěvačka
- Johann Franz Thaddäus von Kleimayrn (1733–1805), státník a učenec ze Salcburku
- Robert Kleindienst (* 1975), spisovatel
- Eva Klingerová-Römhildová (1945–2013), německá keramička a sochařka
- Peter Knorr (* 1939), německo-rakouský kabaretní umělec, satirik a spisovatel
- Melanie Koglerová (* 1985), herečka
- Aglaia Konradová (* 1960), rakousko-belgická fotografka
- Peter Krämer (1950–2017), německý rejdař
- Harald Krassnitzer (* 1960), herec
- Robert Kratky (* 1973), rozhlasový moderátor
- Benedikt Kraus (1725–1813), dirigent a skladatel
- Fred Kraus (1912–1993), herec a režisér
- Franz Krieger (1914–1993), fotograf
- Josef Krieger (1848–1914), malíř
- Walter Krögner (* 1963), německý politik (SPD)
- Peter Kronreif (* 1982), jazzový hudebník
- Genia Kühmeierová (* 1975), operní zpěvačka
- Esther Kuhnová (* 1980), herečka
- Sanel Kuljic (* 1977), fotbalista
- Susanne Kurzová (* 1956), politička

## L
- Konrad Laimer (* 1997), rakouský fotbalový záložník (RB Leipzig)
- Jan Raimund z Lamberka (1662–1725), pomocný biskup v Pasově
- Sebastian Lanser (* 1983), bubeník
- Christine Lechnerová (* 1960), architektka, návrhářka interiérů a stavební inženýrka
- Walter Lechner junior (* 1981), závodník
- Hannes Leitgeb (* 1972), filozof, matematik a profesor Alexander von Humboldt
- Birgit Leitnerová (* 1981), fotbalistka
- Hermann Leitner (1927–2013), režisér, scenárista a filmový střihač
- Jürgen Leitner (* 1979), hudebník a hudební producent
- Sebastian Leitner (1919–1989), publicista
- Walter Leitner (1915–2002), politik, regionální radní v salcburské regionální vládě
- Luz Leskowitz (* 1943), houslista, lektor a porotce
- Christine Lindenthalerová (1877– ?), rakouská pedagožka a spisovatelka.
- Rudolf von Lützow (1780-1858), státník

## M
- Johann Maier (* 1952), politik, člen národní rady
- Leopold Maier-Labergo (1908–1939), německý krasobruslař
- Markus Maier (1911–2010), severský a alpský lyžař
- Eduard Mainoni (* 1958), politik (BZÖ)
- Hans Makart (1840–1884), malíř a malíř
- Alexander Manninger (* 1977), fotbalista
- Georg Mark (* 1948), rakouský dirigent
- Günther Matzinger (* 1987), sprinter a běžec na střední trati
- Anna-Elisabeth Mayerová (* 1977), spisovatelka
- Bertram J. Mayer (1943–2013), architekt
- Max Mayer (1886–1967), stavební inženýr
- Patrick Mayer (* 1986), fotbalista
- Walter Mayer (* 1959), novinář a spisovatel
- Carl Mayr (1875–1942), umělec, módní návrhář a restaurátor
- Erwin Mayr (1899–1969), výzkumník semen, šlechtitel rostlin a ekolog pro obiloviny
- Josef Karl Mayr (1885–1960), historik, archivář a univerzitní profesor
- Richard Mayr (1877–1935), komorní zpěvák, čestný občan Salcburku
- Franz Mazura (1924–2020), operní zpěvák
- Marco Meilinger (* 1991), fotbalista
- Marie-Kathrin Melnitzky (* 1968), zpěvačka a harfistka
- Johannes Gobertus Meran (* 1961), lékař a římskokatolický teolog
- Meta Merz (1965–1989), spisovatelka
- Johann Peter Metzger (1723–1795), obchodník s textilem a starosta města Salcburk
- Flora Miranda (* 1990), módní návrhářka
- Joseph Mohr (1792–1848), kněz a básník (Tichá noc, svatá noc)
- Ernst von Montfort (1700–1758), vládnoucí hrabě z Tettnangu a Langenargenu v letech 1733 až 1755
- Maria Anna Mozartová (1751–1829), sestra Wolfganga Amadea Mozarta (Nannerl)
- Wolfgang Amadeus Mozart (1756–1791), hudebník a skladatel vídeňského klasického období
- Gerd B. Müller (* 1953), lékař a zoolog, vysokoškolský pedagog
- Leopold Müller (1908–1988), inženýr a univerzitní profesor, průkopník stavby tunelů
- Walter Müller (* 1950), spisovatel
- Winfried Bernward Müller (* 1944), matematik, rektor univerzity
- Agnes Muthspielová (1914–1966), malířka
- Franz Muxeneder (1920–1988), německo-rakouský herec

## N
- Albert Nagnzaun (1777–1856), opat benediktinského kláštera sv. Petra v Salcburku
- Michael Nagnzaun (1789–1860), benediktin a hudebník
- Franz Heinrich von Naumann (1749–1795), vedutský malíř salcburského regionu
- Ismail Naurdiev (* 1996), bojovník smíšených bojových umění
- Friedrich Neumann (1915–1989), skladatel, muzikolog a vysokoškolský pedagog
- Elisabeth Newzella (* 1951), etnoložka, spisovatelka a malířka

## O
- Karl Oberparleiter (1886–1968), profesor podnikové správy
- Maximilian Karl Lamoral O'Donnell (1812–1895), kuk Chamberlain a poručík polní maršál
- Otto I. Řecký (1815–1867), řecký král

## P
- Dimitri Zacharias Pappas (1921–1999), podnikatel a generální konzul
- Georg Pappas (1928–2008), podnikatel a vicekonzul
- Johann Friedrich Pereth (1643–1722), barokní malíř
- Christiane Peschek (* 1984), umělkyně, kurátorka a spisovatelka
- Fritz Pfleumer (1881–1945), německo-rakouský inženýr a vynálezce zvukové pásky
- Peter Pikl (1946–2018), herec, divadelní režisér a umělecký vedoucí
- Johannes Pillinger (* 1963), skladatel a aranžér
- Gottfried Pilz (* 1944), scénograf
- Kurt Planck (1911–1975), ředitel bezpečnosti
- Horst Pleiner (* 1941), generál
- Utz Podzeit (* 1942), indolog
- Anton Pointner (1884–1949), herec
- Emil Pottner (1872–1942), malíř, grafik a keramik
- Claudia Praxmayerová, spisovatelka, specialistka na ochranu přírody a bioložka
- Robert Preußler (1866–1942), politik, novinář, spoluzakladatel salcburského festivalu
- Berthold Pürstinger (1465–1543), biskup z Chiemsee

## R
- Martin Ragginger (* 1988), automobilový závodník
- Kornelius Rakouský (Cornelius de Austria, 1507 – ?), nemanželský syn císaře Maxmiliána I.
- Roland Ratzenberger (1960–1994), jezdec Formule 1
- Gerardo Reichel-Dolmatoff (1912–1994), antropolog
- Thomas Alois Reischl (1760–1835), městský soudce a stenograf
- Florian Reichssiegel (1735–1793), spisovatel
- Lois Renner (* 1961), vizuální umělec
- Birgit Renzlová (* 1974), ekonomka
- Max Rieder (* 1957), architekt
- Anna Rieserová (* 1989), herečka
- Rupert Riess (* 1980), budokista
- Josef von Ringelsheim (1820-1893), generál
- Sonja Rinofnerová-Kreidlová (* 1965), filozofka
- Kathrin Röggla (* 1971), spisovatelka
- Renate Roiderová (* 1971), běžec na lyžích
- Barbara Rosenkranzová (* 1958), politička (FPÖ) a členka národní rady
- Nettie Rosensteinová (1890–1980), americká módní návrhářka a podnikatelka
- Karl Ruprecht (1910–1986), rakouský folklorista a pojišťovací specialista
- Lisa Rückerová (* 1965), politička Zelených
- Joseph Russegger (1802–1863), geolog
- Renate Rustlerová-Ourthová (* 1949), herečka a režisérka

## S
- sv. Rupert Salcburský (po roce 650 - 718) salcburský biskup a opat zdejšího svatopetrského kláštera
- Johann Baptist Samber (1654–1717), hudební teoretik a varhaník
- Alois Sandbichler (1751–1820), augustinián v Müllnu, pastor ve vězení a univerzitní profesor na lyceu
- Max Santner (* 1991), jazzový hudebník
- Paul Santner (* 1992), jazzový hudebník
- Štefan Savić (* 1994), fotbalista
- Petra Sax-Scharlová (* 1965), německá tenistka na invalidním vozíku
- Birgit Schatzová (* 1969), politička, členka národní rady
- Gustav Adolf Scheel (1907–1979), německý lékař a funkcionář (1936–1945) v době nacistické vlády
- Philipp Scheiblbrandner (* 1986), rapper, (Scheibsta &amp; die Buben)
- Ashley Hans Scheirl (* 1956), umělec
- Alex Scheurer (* 1974), rozhlasový a televizní moderátor
- Thomas Schleicher (1972–2001), reprezentant Rakouska v judu, v roce 1998 odsouzený za prodej drog, v roce 2001 spáchal ve vězení sebevraždu
- Modest Schmetterer (1738–1784), benediktinský kněz a právník
- Claudia Schmidtová (* 1963), politička, členka Evropského parlamentu
- Hans Schmidt (* 1951), umělec
- Hartmut Schmidt (* 1946), skladatel, hudebník
- Christa Schmucková (* 1944), sáňkařka
- Marcus Schmuck (1925–2005), horolezec
- Hertha Schober-Aweckerová (1922–1989), historička
- Philipp Schörghofer (* 1983), lyžařský závodník
- Max Schrems (* 1987), právník a aktivista v oblasti ochrany osobnosti
- Lukas Schubert (* 1989), fotbalista
- Georg Schuchter (1952–2001), herec
- David Schumacher (* 2001), německý automobilový závodník
- Hans-Joachim Schütz (* 1948), právní vědec
- Rudolf Schwarzgruber (1900–1943), horolezec a vedoucí expedice
- Sascha Selke (* 1967), německo-rakouský skladatel filmové hudby
- Erich Wolfgang Skwara (* 1948), literární vědec a spisovatel
- Andrea Spatzeková (* 1959), herečka
- Ondřej Spiegl (* 1993), švédský krasobruslař českého původu
- Herbert Spindler (* 1954), cyklista
- Ingo Springenschmid (1942–2016), vizuální umělec a spisovatel
- Elfriede Stadlerová (1930–1968), keramička
- Niki Stajković (1959–2017), skokan do vody, olympionik
- Rupert Starch (1700–1760), benediktinský kněz a církevní právník
- Elias Stemeseder (* 1990), jazzový hudebník
- Manfred Stengl (1946–1992), sáňkařský, bobový a motocyklový závodník
- Rupert hrabě ze Stolberg-Stolbergu (* 1970), římskokatolický kněz, pomocný biskup mnichovsko-freisinský
- Eduard Stöllinger (1948–2006), automobilový závodník
- Thomas Stöllner (* 1967), archeolog
- Bernhard Strauss (* 1975), hráč plážového volejbalu

## T
- Herta Talmarová (1920–2010), operetní zpěvačka a herečka
- Anna Tentaová (* 1977), rakousko-švýcarská herečka
- Josef Thorak (1889–1952), sochař
- Rudolf von Thyssebaert (1798–1798), olomoucký biskup, generální vikář olomoucké diecéze a direktor teologických studií v Olomouci
- Curth Anatol Tichy (1923–2004), herec
- Anežka Marie Toskánská (1891–1945), arcivévodkyně rakouská a toskánská princezna
- Germana Marie Tereza Toskánská (1884–1955), arcivévodkyně rakouská a toskánská princezna z toskánské linie habsbursko-lotrinské dynastie
- Jindřich Ferdinand Salvátor Toskánský (1878–1969), rakouský arcivévoda a toskánský princ z toskánské linie habsbursko-lotrinské dynastie
- Josef Ferdinand Toskánský (1872–1942), rakouský arcivévoda a následník trůnu Toskánského velkovévodství
- Leopold Ferdinand Salvátor (1868–1935), syn toskánského velkovévody Ferdinanda IV. a Alice Bourbonsko-Parmské.
- Luisa Antoinetta Toskánska (1870–1947), toskánská princezna a sňatkem saská korunní princezna
- Petr Ferdinand Toskánský (1874–1948), rakouský arcivévoda z toskánské linie habsbursko-lotrinské dynastie
- Georg Trakl (1887–1914), básník
- Eduard Paul Tratz (1888–1977), zoolog, zakladatel salcburského muzea Haus der Natur
- Hubertus Trauttenberg (* 1941), generál rakouských ozbrojených sil
- Thomas Trenkler (* 1960), novinář a spisovatel
- Irma von Troll-Borostyániová (1847–1912), spisovatelka, sufražetka
- Peter Truschner (* 1967), prozaik, dramatik, esejista, recenzent

## U
- Sigfried Uiberreither (1908–1984), štýrský župan za NSDAP
- Rupert Ursin (* 1973), fyzik

## V
- Anna Veithová (* 1989), alpská lyžařka
- Johannes Voggenhuber (* 1950), politik Zelených
- Stipe Vučur (* 1992), fotbalista

## W
- Bruno Wahl (1876–1971), entomolog
- Bernhard Waibel (1617–1699), benediktinský kněz, rektor a prorektor Salcburské univerzity, zpovědník kláštera Nonnberg
- Louis Waizman (1863–1951), kanadský skladatel, hráč na violu, pozounista, klavírista a učitel hudby
- Heinz Wässle (* 1943), neurolog, ředitel Institutu Maxe Plancka pro výzkum mozku ve Frankfurtu nad Mohanem
- Johann Weinhart (1925–2019), sochař
- Grete Weiskopfová (1905–1966), spisovatelka dětských knih (pseud. Alex Wedding)
- Aloys Weißenbach (1766–1821), lékař a básník, hlavní lékař Johannsspital
- Friedrich Welz (1903–1980), obchodník s uměním a vydavatel
- Margot Wernerová (1937–2012), baletka a šansoniérka
- Klaus Werner-Lobo (* 1967), novinář, politik, klaun a lektor
- Virgil Widrich (* 1967), režisér, scenárista, filmař a multimediální umělec
- Hadmar Wieser (* 1963), spisovatel a herní designér
- Andreas Wimberger (1959–2019), herec a rozhlasový mluvčí
- Juliane Windhagerová (1912–1986), básnířka, autorka rozhlasových her
- Franz Joseph Wohlmuth (1739–1823), kat
- Joseph Woelfl (1773–1812), klavírista a skladatel
- Leopold Wölfling (1868–1935), bývalý rakouský arcivévoda

## Z
- Friederike Zaisbergerová (1940–2019), historička a ředitelka státního archivu
- Wolfgang Zamastil (1981–2017), violoncellista, skladatel a producent
- Werner Zangerle (* 1979), jazzový hudebník
- Hansjörg Zauner (1959–2017), spisovatel a vizuální umělec
- Judas Thaddäus Zauner (1750–1813), právník, historik a univerzitní profesor, kronikář Salcburku
- Dieter Zehentmayr (1941–2005), karikaturista
- Thomas Zehetmair (* 1961), houslista
- Ulrike Zeitlingerová-Haakeová (* 1969), novinářka
- Georg Zundel (1931–2007), německý fyzik, podnikatel, filantrop zapojený do mírové politiky